# حیرتان

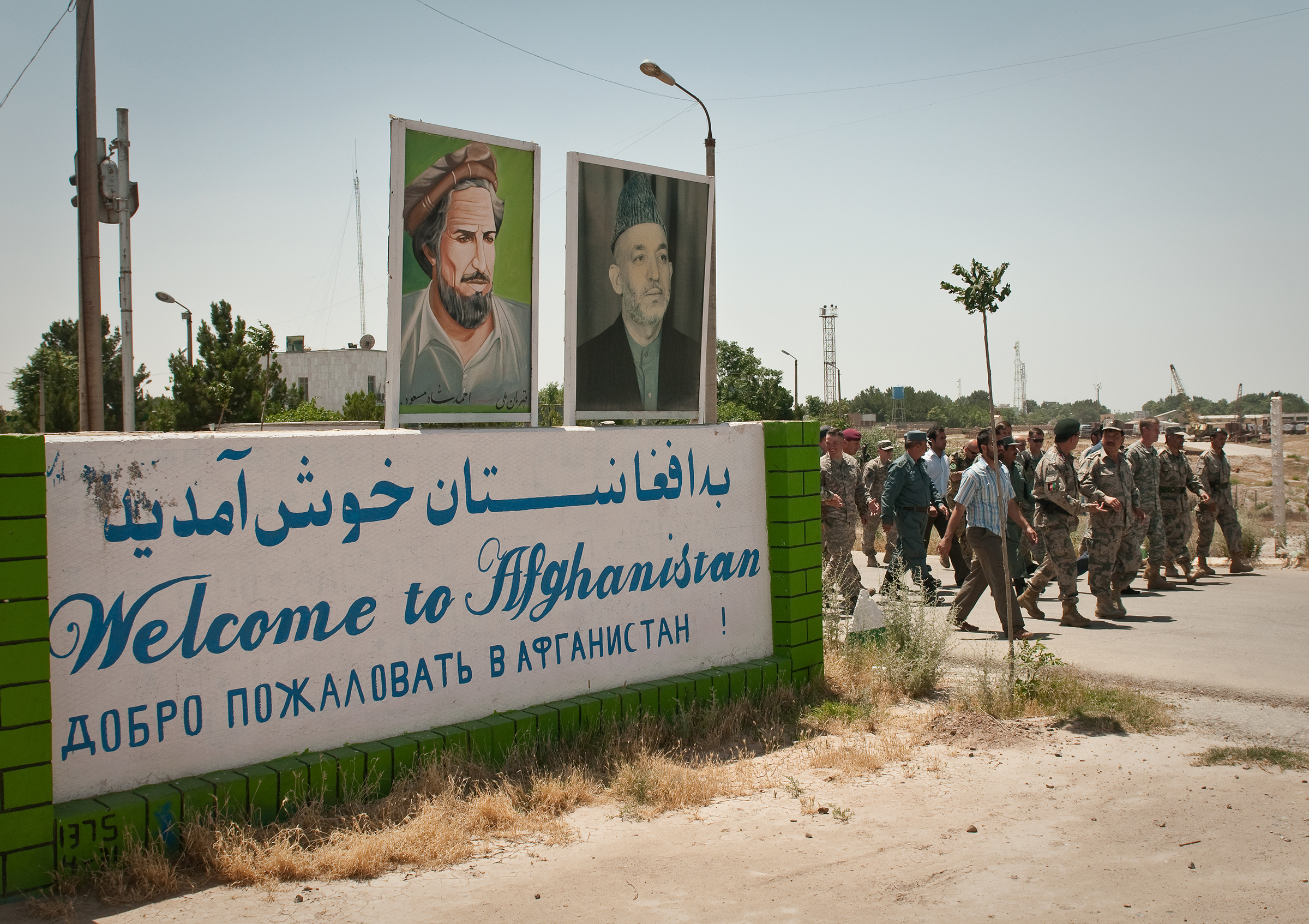
گوشه‌ای از شهر حیرتان، افغانستان

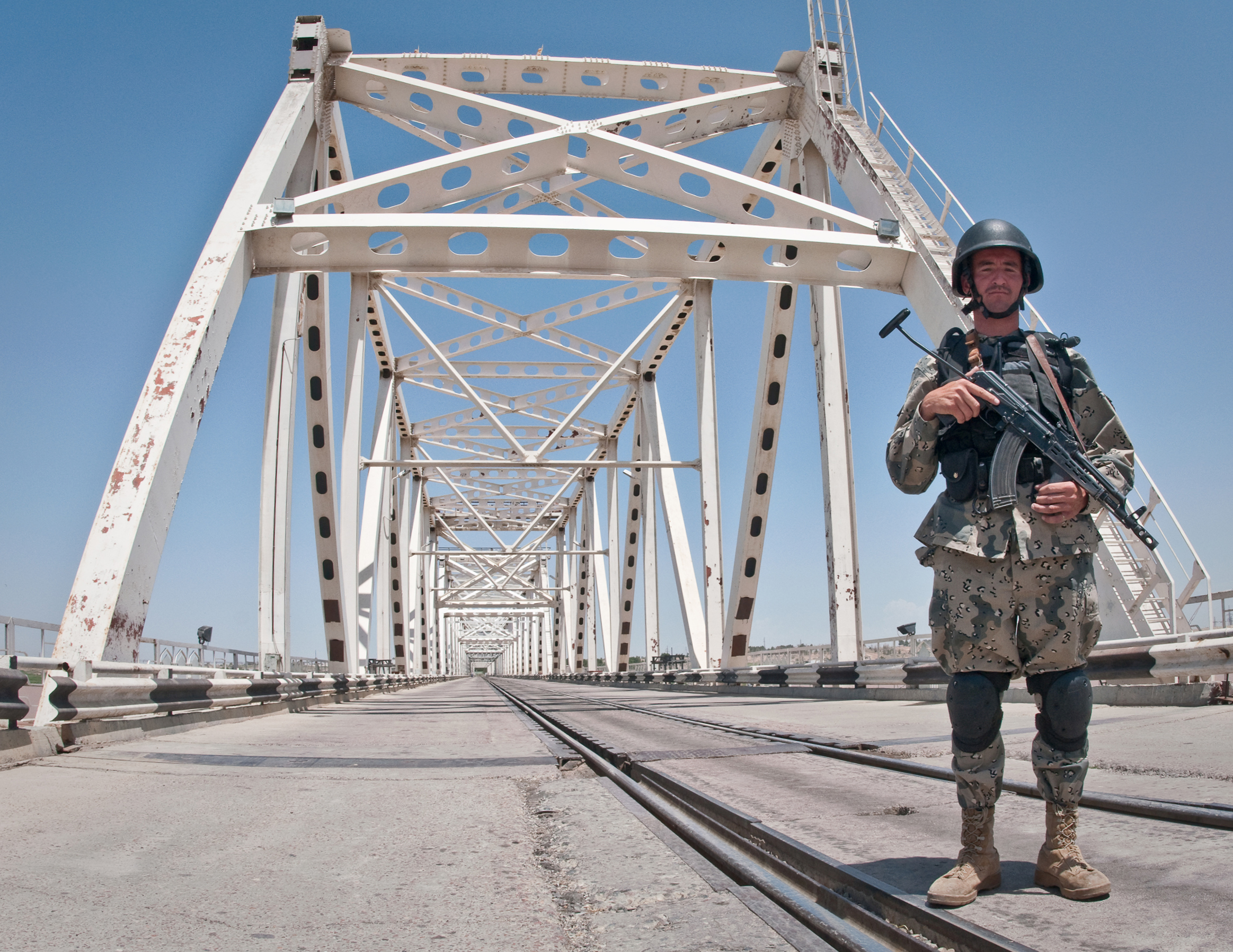
پل دوستی میان افغانستان و ازبکستان

بندرگاه حیرتان با نام تاریخی ایروتام شهر کوچکی است که در مرز میان ازبکستان و افغانستان واقع شده‌است. این شهر در شمال ولایت بلخ قرار داشته، یکی از بندرگاه‌های مهم تجارتی افغانستان به‌شمار می‌رود. خط مرز میان این دو کشور را آمودریا تشکیل داده‌است. در سال ۱۹۸۲م. در میان این دو کشور پل دوستی توسط دولت شوروی پیشین ساخته شده‌است که افغانستان را به تمام کشورهای آسیای میانه و روسیه و چین ارتباط می‌دهد. اتحاد جماهیر شوروی در سال‌های ۱۹۸۳ و ۱۹۸۴ برای گسترش نفوذ خود در افغانستان ساخت شهرک چهل هزار نفری را در حیرتان طرح‌ریزی کرد تا از این طریق جابه‌جایی پرسنل و تجهیزات شوروی به این‌سوی مرز تسهیل شود.
راه حیرتان یکی از امن‌ترین راه‌های تجارتی افغانستان در طول ۳۳ سال جنگ بوده‌است. سایر بندرهای تجارتی افغانستان بنا بر معضلات سیاسی میان دولت‌ها اکثراً بسته بوده‌است. ارتفاع حیرتان از سطح دریا ۳۰۰ متر بوده، دارای آب و هوای گرم است.

## نام
در زمان امان‌الله شاه یکی از افراد او به نام وزیر محمدگل مهمند نایب‌الحکومهٔ ولایت بلخ بزرگ شد. وی سیاست پشتون‌سازی را در این ولایت پیشه کرد و نام بسیاری از مناطق ولایت بلخ را تغییر داد. محمدگل مهمند نام این شهر را از ایروتام که نام تاریخی آن بود به حیرتان تغییر داد.

## راه‌آهن
احداث پروژهٔ راه‌آهن حیرتان گوری مار در ۲۲ ژانویهٔ ۲۰۱۰ توسط شرکت راه‌آهن ازبکستان به سرمایهٔ ۱۷۰ میلیون دالر آغاز و در ژوئن ۲۰۱۱ به بهره‌برداری رسید. این راه‌آهن ۱۰ کیلومتر به‌طرف شهر تِرمِذ و ۷۵ کیلومتر تا ترمینال گوری مار فاصله دارد. بودجهٔ این راه‌آهن را بانک توسعهٔ آسیایی از همکاری مالی کشورهای آمریکا و ژاپن تأمین نموده‌است. از جمله مبلغ ۵ میلیون دلار آن را دولت افغانستان پرداخته‌است. مرحلهٔ دوم این پروژه تعمیر راه‌آهن تا شیرخان‌بندر و بندر دریایی چابهار کشور ایران است.
اداره راه‌آهن قزاقستان، روز جمعه ۲۶ بهمن ۱۴۰۳، اعلام کرده که این راه‌آهن که از چین آغاز و پس از عبور از قزاقستان و ازبکستان به گذرگاه حیرتان در شمال افغانستان می‌رسد و یکی از مهم‌ترین تحولات در بخش حمل و نقل منطقه‌ای محسوب می‌شود، عملیاتی شده‌است.